# كتاب الحب
كتاب الحب، مجموعة شعرية من مؤلفات الشاعر العربي السوري نزار قباني، صدرت في عام 1970، عن منشورات نزار قباني في بيروت، لبنان.